# Антипапа

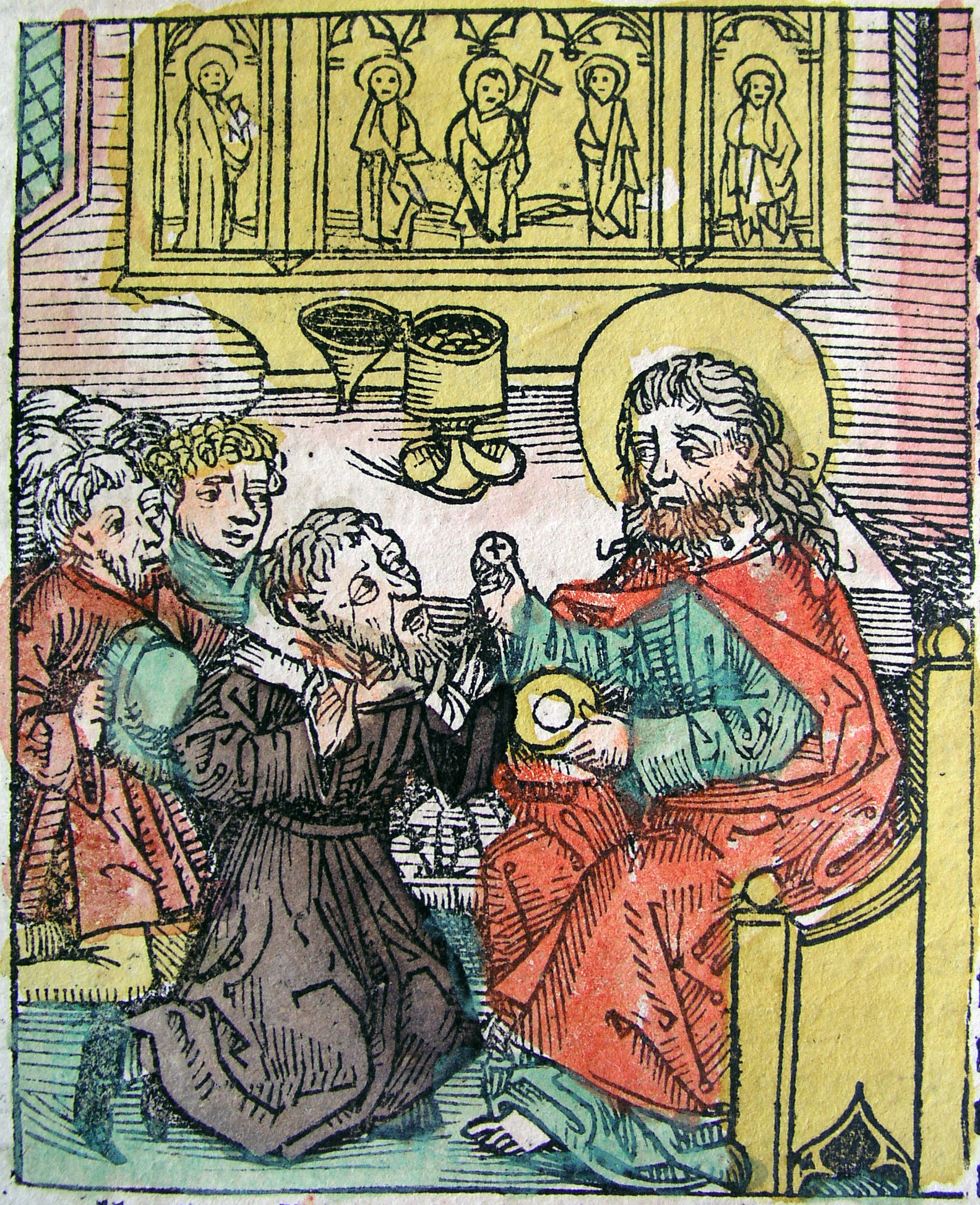
Антипапа Григорій VIII, прозваний Віслючком («Нюрнберзька хроніка»).

Антипа́па — у католицькому християнстві незаконний претендент на Святий Престол, що перебуває в опозиції до законно (канонічно) обраного Папи Римського.
Зазвичай питання про те, хто з претендентів, що одночасно сперечаються за папський сан, є легітимним папою, а хто антипапою, вирішувалося вже після історичної «перемоги» прихильників одного з них. Стосовно деяких претендентів на папство ця проблема досі не вирішена.
Традиційно вважається, що першим антипапою був св. Іпполіт (III століття), а останнім — Фелікс V (1440—1449). Найсерйозніший розкол церкви, коли одночасно правили два папи, що визнавалися різними країнами (а потім і три — в Римі, Авіньйоні і Пізі) — це Західна схизма кінця XIV — початку XV сторіч.
При прийнятті папами порядкового номера зазвичай номер папи, визнаного антипапою, не враховується. Але так буває не завжди: наприклад, Олександр VI прийняв шостий номер, хоча Олександр V був антипапою.
Антипапи (до Фелікса V) включаються до офіційного переліку римських пап (Annuario pontificio) з відповідною приміткою.

## Перелік антипап
(Взято з переліку римських пап та антипап)
- Наталій близько 199-?
- Святий Іпполіт близько 217—235
- Новаціан 251-близько 268
- Фелікс II (антипапа) (355—358, до 22 листопада 365 претендент поза Римом)
- Урсин (антипапа) (366—367)
- Евлалій (антипапа) (29 грудня 418—419)
- Лаврентій (антипапа) (498, 501—505)
- Діоскор (антипапа) (22 вересня 530 — 14 жовтня 530) — можливо, законний папа; помер через 22 дні після обрання.
- Теодор (антипапа) (687)
- Пасхалій (антипапа) (687—692)
- Константин II (антипапа) (28 квітня 767—769)
- Філіп (антипапа) (768) — в день свого обрання повернувся до свого монастиря.
- Іоанн VIII (антипапа) 844
- Анастасій (антипапа) (серпень 855 — вересень 855) — можливо, Анастасій Бібліотекар
- Христофор (антипапа) (вересень 903 — січень 904)
- Боніфацій VII (антипапа) (червень— серпень 974 — 974, серпень 984 — липень 985)
- Іван XVI (Йоан Філаґат, квітень 997 — лютий 998)
- Григорій VI, (1012)
- Бенедикт Х (граф Джованні Тусколо) (5 квітня 1058 — 24 листопада 1058)
- Гонорій II (П'єтро Кадало, 28 жовтня 1061—1072)
- Климент III (Віберто ді Парма, 25 червня 1080, 24 березня 1084 — 8 жовтня 1100)
- Теодоріх (Джибер, 1100—1102)
- Альберт(1102)
- Сильвестр IV (Маджинульфо) (антипапа) (18 листопада 1105—1111)
- Григорій VIII (Морис Бурден де Брага) (8 березня 1118—1121)
- Целестін II (Тибальдо Буккапеккі) (антипапа) (грудень 1124)
- Анаклет II (П'єтро П'єрлеоніх) (антипапа) (24 лютого 1130 — 25 січня 1138)
- Віктор IV (Грегоріо деі Конті ді Санклементе) (антипапа) (березень — 29 травня 1138)
- Віктор IV II (Оттавіано ді Монтічеллі) (антипапа) (7 вересня 1159 — 20 квітня 1164) — власне — Віктор V, але, можливо, хроністи середніх віків не вважали першого Віктора IV ([[кардинала Григорія Конті), антипапою в 1138, оскільки той через два місяці підкорився законному папі Іннокентію II.
- Пасхалій III (Гвідо да Крема) (антипапа) (22 квітня 1164 — 20 вересня 1168)
- Калікст III (Джованні де Струмі) (антипапа) (вересень 1168 — 29 серпня 1178)
- Іннокентій III (Ланцо із Сецце або Ландон) (антипапа) (29 вересня 1179—1180)
  - Григорій XI (Guglielmo Visconti або Vicedominus de Vicedominis, племінник Григорія X) (антипапа) (5—6 вересня 1276) — законно обраний, але помер до посвячення
- Микола V (П'єтро Райнальдуччі ді Корбаріо) (антипапа) (12 травня 1328 — 25 серпня 1330)
- Климент VII (граф Роберт Женевський) (антипапа) (20 вересня 1378 — 16 вересня 1394)
- Бенедикт XIII (Педро де Луна) (антипапа) (28 вересня 1394 — 26 липня 1417) — Констанцький собор скинув його 26 липня 1417, а Пізанський собор — 5 червня 1409. Його наступниками у «авіньйонскому» полоні були Климент VIII (10 червня 1423 —- 26 липня 1429; помер 28 грудня 1447), Бенедикт XIV (12 листопада 1425—1430) та Бенедикт XIV II (1433 — ?).
- Олександр V (Петро Філарго) (антипапа) (26 червня 1409 — 3 травня 1410)
- Іван XXIII (Балтазар Косса) (антипапа) (17 травня 1410 — 29 травня 1415) — дата позбавлення влади Констанцьким собором; помер 22 листопада 1419.
- Климент VIII (Хіль Санчес Муньос) (антипапа) (10 червня 1423 — 26 липня 1429)
- Бенедикт XIV (Бернар Гарньє) (антипапа) (12 листопада 1425—1430 ?)
- Бенедикт XIV II (Жан Каррьє) (антипапа) (1433—1438 ?)
- Фелікс V (герцог Савойський Амадей VIII) (антипапа) (5 листопада 1439 — 25 квітня 1449)

## Седевакантистські антипапи XX сторіччя
Деякі групи седевакантистів, що оголосили папський престол вакантним (sede vacante) після Другого Ватиканського собору, вибрали своїх власних «римських понтифіків», яких часто називають антипапами. Проте, у них незрівнянно менше послідовників, ніж у середньовічних антипап. В офіційні переліки пап, видавані Ватиканом, вони не включаються.
- Григорій XVII, в миру Климент Домінгес-і-Гомес (Clemente Domínguez y Gómez), самопроголошений антипапа (1978—2005), Іспанія, глава «католицької церкви Пальмарії» (Palmarian Catholic Church)
- Петро II, антипапа, в миру Мануель Алонсо Коррал (Manuel Alonso Corral), замінив в 2005 на престолі католицької церкви Пальмарії померлого Григорія XVII.
- Михаїл I, антипапа, в миру Давид Боуден (David Bawden), самопроголошений в 1990, США.
- Пій XIII, антипапа, в миру Люціан Пульвермахер (Lucian Pulvermacher), самопроголошений у 1998, Сполучені Штати Америки, глава «Істинно католицької церкви» (True Catholic Church).